# New York Red Bulls
New York Red Bulls je fotbalový klub hrající americkou Major League Soccer. Byl založen 1995, do MLS vstoupil v roce 1996, pod názvem New York/New Jersey MetroStars (od sezony 1998 jen MetroStars). Název Red Bulls převzal v roce 2005 od svého nového majitele, rakouské firmy Red Bull GmbH, která vlastní mj. také tým Formule 1 Red Bull Racing.
Klub v minulosti vedli mnozí významní trenéři:
- Bora Milutinović
- Carlos Queiroz
- Bruce Arena
- Carlos Alberto Parreira
- Jürgen Klinsmann

## Úspěchy
- 3× Supporters' Shield (2013, 2015, 2018)
- 2x La Manga Cup: (2004, 2010)